# Estación de Grolley
La estación de Grolley es una estación ferroviaria de la comuna suiza de Grolley, en el Cantón de Friburgo.

## Historia y situación
La estación de Grolley fue inaugurada en el año 1876 con la puesta en servicio del tramo Friburgo - Payerne de la conocida como línea del Broye transversal Friburgo - Payerne - Yverdon-les-Bains.
Se encuentra ubicada en el centro del núcleo urbano de Grolley. Cuenta con dos andenes, uno central y otro lateral a los que acceden dos vías pasantes, a las que hay que sumar otra vía muerta. En la salida de la estación hacia Payerne hay dos derivaciones a dos industrias.
En términos ferroviarios, la estación se sitúa en la línea Friburgo - Yverdon-les-Bains. Sus dependencias ferroviarias colaterales son la estación de Belfaux CFF hacia Friburgo y la estación de Léchelles en dirección Yverdon-les-Bains.

## Servicios ferroviarios
Los servicios ferroviarios de esta estación están prestados por SBB-CFF-FFS:

### Regionales
- R Romont - Friburgo - Payerne - Yverdon-les-Bains. Trenes cada hora entre Romont e Yverdon-les-Bains, parando en todas las estaciones del trayecto. Trenes entre Friburgo y Estavayer-le-Lac cada hora, totalizando una frecuencia en el tramo Friburgo - Estavayer-le-Lac de un tren cada media hora.